# Балджувонський район
Балджуво́нський район (тадж. Ноҳияи Балҷувон) — район у складі Хатлонської області Таджикистану. Центр — село Балджувон, розташоване за 190 км від Душанбе.

## Географія
Район розташований у долині річки Вахш. На півночі і заході межує з Файзабадським, Рогунським, Нурободським та Тавілдаринським районами Міст і районів республіканського підпорядкування, на сході і півдні — з Ховалінзьким, Темурмаліцьким та Нурецьким районами Хатлонської області.

## Населення
Населення — 25800 осіб (2013; 25300 в 2012, 24600 в 2011, 23900 в 2010, 23300 в 2009, 22500 в 2008, 22100 в 2007, 24308 в 2006, 23532 в 2005).

### Найбільші населені пункти
| №  | Населений пункт | Населення, осіб (2009) | Населення, осіб (2010) |
| -- | --------------- | ---------------------- | ---------------------- |
| 1  | Окбулок         | 1880                   | 1767                   |
| 2  | Зарнісор        | 1564                   | 1610                   |
| 3  | Шайдон          | 1026                   | 1346                   |
| 4  | Салмолі-Дашт    | 1100                   | 1186                   |
| 5  | Узнохур         | 1069                   | 1139                   |
| 6  | Балджувон       | 909                    | 956                    |
| 7  | Шахіді-Бобохон  | 915                    | 837                    |
| 8  | Чорбоґ          | 796                    | 806                    |
| 9  | Олучадараї-Таг  | 847                    | 801                    |
| 10 | Девдор          | 806                    | 798                    |

## Адміністративний поділ
Адміністративно район поділяється на 5 джамоатів, до складу яких входить 83 сільських населених пунктів:
| Район                          | Площа, км² | Населення, осіб (2005) | Населення, осіб (2009) | Населення, осіб (2010) | Центр     | Населені пункти |
| ------------------------------ | ---------- | ---------------------- | ---------------------- | ---------------------- | --------- | --------------- |
| Балджувонський джамоат         | -          | 4198                   | 4825                   | 4896                   | Балджувон | 18 сіл          |
| імені Сафара Аміршоєва джамоат | -          | 3983                   | 4488                   | 4609                   | Навбахор  | 22 села         |
| імені Саїфа Рахіма джамоат     | -          | 6041                   | 6992                   | 7194                   | Зарнісор  | 11 сіл          |
| Сарі-Хосорський джамоат        | -          | 4806                   | 5316                   | 5323                   | Шайдон    | 27 сіл          |
| Тоджикістонський джамоат       | -          | 4504                   | 5030                   | 4840                   | Окбулок   | 5 сіл           |

## Історія
Район є історичною областю Таджикистану. Дані археологічних розкопок поряд з Бальджувоном, свідчать про те, що 800 тисяч років тому тут переважала степова рослинність, мешкали кінь Стентона, носороги, мавпи, шаблезубі тигри, жирафи, слони архидесконди та мастодонти.
Тисячу років тому територія району входила до складу держави Саманідів. 1856 року вона була приєднана до Бухарського емірату як Балджувонське бекство, до складу якого входили також території сучасних Дангаринського, Темурмаліцького, більша частина Восейського та Ховалінзького районів Хатлонської області. Першим правителем бекстав був Сарабек. Тут нараховувалось до 20 тисяч господарств, населення становило 60 тисяч осіб, яке займалось в основному сільським господарством. Центром бекства було село Кангурт, яке було значним ремісничим та торговим центром. 1870 року бекство було поділене на амлоки і на території району був утворений Балджуванський амлок. У кінці XIX століття бекство потерпало від частих посух і селяни не могли сплачувати податки. Це викликало незадоволення з їхнього боку і вони влаштували селянський бунт. На чолі повстання стояв Восе. Бунт був подавлений, а Восе страчений. У 1920—1924 роках існував Балджуванський туман Кулябського вілояту Бухарської НРР, з 1924 року у складі Таджицької АРСР. З 1925 року туман став Кангуртським, але з 16 жовтня 1929 року — він знову став Балджувонським.
У 1920-их роках в районі проходили жорстокі бої Червоної армії з місцевими силами, яких підтримував османський генерал Енвер-паша. Він був тут вбитий і похоронений. За радянської влади місце захоронення трималось у таємниці. 1996 року турецька влада звернулась до Таджикистану з прохання віднайти могилу генерала і 4 серпня того ж року останки Енвера-паші були передані Туреччині.
Сам район був утворений 23 листопада 1930 року у складі Таджицької РСР. Тоді його площа становила 1796 км², район мав 11 сільрад та 402 населених пункти, у яких проживало 34900 осіб. З 16 березня 1938 року район перебував у складі Кулябського округу, з 27 жовтня 1939 року — у складі Кулябської області. Станом на 1941 рік район мав площу 800 км² і складався з 9 сільрад. 1947 року район нараховував 260 населених пунктів, у яких проживало 47000 осіб. У жовтні 1954 року район був ліквідований, а територія віднесена до Совєтського району. 1996 року район був відновлений.
У листопаді 2001 року урядом Таджикистану Бальджувонський район був оголошений зоною міжнародного туризму, а влітку 2002 року була прийнята програма розвитку до 2012 року. В ній передбачено будівництво 3-зіркового готелю на 50 місць, 2 ГЕС потужність 750 кВт, реабілітаційний центр, туристична база та краєзнавчий музей.